# Sinilabeo
Sinilabeo és un gènere de peixos de la família dels ciprínids i de l'ordre dels cipriniformes.

## Taxonomia
- Sinilabeo binhluensis (Nguyen, 2001)[3]
- Sinilabeo brevirostris (Nguyen, 2001)[3]
- Sinilabeo cirrhinoides (Wu & Lin a Wu, Lin, Chen, Chen & He, 1977)[4]
- Sinilabeo discognathoides (Nichols & Pope, 1927)[5]
- Sinilabeo hummeli (Zhang, Kullander & Chen, 2006)[6]
- Sinilabeo laticeps (Wu & Lin, 1977)
- Sinilabeo longibarbatus (Chen & Zheng, 1988)[7]
- Sinilabeo longirostris (Nguyen, 2001)[3]
- Sinilabeo rendahli (Kimura, 1934))[8]
- Sinilabeo tungting (Nichols, 1925)[9]
- Sinilabeo yunnanensis (Chu & Wang, 1963)[10][11][12][13][14]